# Alexandre Saint-Yves d'Alveydre
Joseph Alexandre Saint-Yves, marchese d'Alveydre (Parigi, 26 marzo 1842 – Pau, 5 febbraio 1909), è stato un medico francese, compare nell'enciclopedia delle sette di Christian Plume e Xavier Pasquini come una delle figure di maggior rilievo dell'esoterismo del XIX secolo.

## Biografia
Una definizione che si ritrova anche in altri commentatori come Jules Bois, che conosceva Saint-Yves e che, in un suo libro del 1902 (Le monde invisibile), lo definisce il maestro degli occultisti francesi. Figlio di un medico di Parigi, il futuro politico radicale era nato il 26 marzo 1842. Il titolo di marchese d'Alveydre gli fu conferito dalla Repubblica di San Marino nel 1880. Nonostante le sue idee spirituali e mistiche non convenzionali, Saint-Yves rimase un devoto cattolico fino alla fine della sua vita.
Anche se le idee di Saint-Yves vengono riprese da alcune figure famose dell'esoterismo, come René Guénon, Rudolf Steiner e Schwaller de Lubicz, il suo maggior ammiratore e discepolo, che trasmise il suo insegnamento alla generazione successiva, fu Papus. Il concetto di sinarchia di Saint-Yves era essenzialmente una reazione al sorgere dell'anarchia e quindi il suo opposto: un governo fortemente ordinato, basato su quelli che a suo avviso erano leggi e principi universali. Ogni cosa e ogni persona ha il suo posto e il suo scopo. L'armonia, quindi, si raggiunge restando in quel posto e realizzando quello scopo, mentre ogni deviazione da queste leggi naturali porta al disastro.
Le sue opere prospettavano un programma ambizioso e visionario per istituire la sinarchia in Francia e altrove. Ogni stato deve essere fortemente organizzato a ogni livello con ognuno al suo posto specifico, altrimenti l'anarchia trionfa. Mettere in discussione la propria condizione non è tollerato. Il concetto che ognuno ha il suo posto e il suo posto preordinato significa che alcuni sono naturalmente destinati a comandare. In altre parole, Saint-Yves auspicava il governo di un'élite predestinata. E anche se gran parte della sua opera è rivolta alla praticabilità della sinarchia, al centro del suo nucleo sta una filosofia essenzialmente mistica.
L'élite è in armonia spirituale con le leggi universali, è in pratica una classe sacerdotale. La sinarchia è quindi una forma di teocrazia, di governo di sacerdoti o re-sacerdoti. La sinarchia arriva a suggerire che questa élite illuminata sia in diretto contatto con le intelligenze spirituali che governano l'universo e da cui riceve istruzioni (un po' come i faraoni dell'Antico Egitto, che erano allo stesso tempo sovrani secolari e intermediari tra gli dei e il popolo), ma in ultima analisi le élite sono sempre frutto di un'autoinvestitura.

## Opere letterarie
"Mission de l'Inde en Europe"  Titolo originale di quest'opera - è un libro citato molto spesso e al quale sovente ci si riferisce in ambito esoterico. La prima edizione del 1881sembra che  fu distrutta, dal suo autore , non se ne conoscono le ragioni  e ne sopravvissero solo due copie che hanno permesso di ripubblicarla nel 1910 e nel 1981. Viene tradotto ed edito per la prima volta in italiano come Il regno di Agarttha.  Il suo nucleo ideale e fattuale è la descrizione visionaria di questo centro occulto, peraltro già noto in Occidente, anche se con alcune varianti nella trascrizione del suo nome, ma di cui per la prima volta quest'opera parla diffusamente.